# Mariem Alaui Selsuli
Mariem Alaui Selsuli (Marruecos, 8 de julio de 1984) es una atleta marroquí especializada en la prueba de 1500 m, en la que consiguió ser subcampeona mundial en pista cubierta en 2012.

## Carrera deportiva
En el Campeonato Mundial de Atletismo en Pista Cubierta de 2012 ganó la medalla de plata en los 1500 metros, llegando a meta en un tiempo de 4:07.78 segundos, tras la etíope Genzebe Dibaba y por delante de la francesa Hind Déhiba (bronce con 4:10.30 segundos).